# La Valla-sur-Rochefort
La Valla-sur-Rochefort is een gemeente in het Franse departement Loire (regio Auvergne-Rhône-Alpes) en telt 121 inwoners (1999). De plaats maakt deel uit van het arrondissement Montbrison.

## Geografie
De oppervlakte van La Valla-sur-Rochefort bedraagt 8,8 km², de bevolkingsdichtheid is 13,7 inwoners per km².
De onderstaande kaart toont de ligging van La Valla-sur-Rochefort met de belangrijkste infrastructuur en aangrenzende gemeenten.

## Demografie
Onderstaande figuur toont het verloop van het inwonertal (bron: INSEE-tellingen).